# Capita (piłkarz)
Artykuł ten został zgłoszony do umieszczenia na stronie głównej w rubryce „Czy wiesz”.
Pomóż nam go sprawdzić: oceń zgłoszoną nominację.
Capita, właśc. Osvaldo Pedro Capemba (ur. 10 stycznia 2002 w Luandzie) – angolski piłkarz występujący na pozycji pomocnika w polskim klubie Radomiak Radom.

## Kariera klubowa

### Kariera juniorska
Capita grał jako junior w Academia de Futebol de Angola (do 2017), CD Marinha de Guerra (2018 i CD Primeiro de Agosto (2018–2019).

### CD Trofense
Capita przeszedł do CD Trofense 1 stycznia 2020. Zadebiutował 23 lutego 2020 w meczu z Ginásio CF (1:0). W sezonie 2020/21 wystąpił w barwach tego klubu jeszcze dwukrotnie. Do Trofense Capita wrócił na zasadzie wypożyczenia 31 stycznia 2022. Pierwszą bramkę w dla tego zespołu zdobył 8 maja 2022 w wygranym 2:1 spotkaniu przeciwko Académice Coimbra. 14 maja 2022 w meczu z UD Vilafranquense (4:2) ustrzelił hat tricka. W ciągu pół roku rozegrał dla Trofense 10 spotkań i strzelił 4 gole.

### Lille OSC B
Capita przeniósł się do Lille OSC B 2 lipca 2020. Debiut zaliczył 29 sierpnia 2020 w wygranym 2:0 spotkaniu przeciwko AC Amiens. Pierwszego gola strzelił 28 sierpnia 2021 w meczu z Valenciennes FC B (5:2). Łącznie w drugim zespole Lille OSC wystąpił 12 razy i zdobył 2 bramki.

### Royal Excel Mouscron
11 września 2020 Capita został wypożyczony do Royal Excel Mouscron (Eerste klasse A). Pierwszy występ w nowym klubie zaliczył 19 września 2020 w przegranym 0:1 ligowym spotkaniu przeciwko KAA Gent. Łącznie w belgijskiej ekstraklasie rozegrał 4 mecze, nie strzelił żadnego gola.

### Estrela Amadora
Capita trafił do Estreli Amadora 23 sierpnia 2022. Swój debiut zaliczył 12 września 2022 w wygranym 2:1 spotkaniu przeciwko Académico de Viseu. Pierwszego gola strzelił 7 kwietnia 2023 w meczu z CD Mafra (2:2). Drugi raz do siatki trafił 27 maja 2023 w starciu z FC Penafiel (4:2). Ostatecznie w barwach Estreli Amadora wystąpił 13 razy i zdobył 2 bramki.
Capita w 2023 roku rozegrał 1 mecz w drużynie Estreli Amadora U-23.

### Hapoel Jerozolima
31 sierpnia 2022 Capita został wypożyczony do Hapoelu Jerozolima. 3 września 2023 zadebiutował w Ligat ha’Al w meczu z Maccabi Hajfa (1:2). 3 stycznia 2024 zdobył swoją jedyną bramkę w lidze izraelskiej w wygranym 3:1 spotkaniu przeciwko Maccabi Petach Tikwa. Łącznie rozegrał dla nich 21 meczów i strzelił 1 gola.

### Radomiak Radom
Capita przeszedł do Radomiaka Radom 2 sierpnia 2024. 9 sierpnia 2024 zadebiutował w Ekstraklasie w przegranym 1:2 spotkaniu przeciwko Górnikowi Zabrze. 18 sierpnia 2024 strzelił pierwszego gola dla Radomiaka w meczu z Legią Warszawa (1:4). 22 lutego 2025 w starciu z Legią Warszawa (3:1) zdobył bramkę i zanotował asystę. 30 marca 2025 w meczu z Koroną Kielce (3:1) ustrzelił dublet.

## Kariera reprezentacyjna

### Angola U17
Capita zadebiutował w reprezentacji Angoli U-17 14 kwietnia 2019 w meczu Mistrzostw Afryki U-17 z Ugandą (1:0), w którym zdobył zwycięskiego gola. 20 kwietnia 2019 w wygranym 4:2 spotkaniu przeciwko Tanzanii ustrzelił dublet. 27 kwietnia 2019 meczu o 3. miejsce z Nigerią (2:1) strzelił swoją czwartą bramkę. Z dorobkiem czterech trafień został królem strzelców turnieju. W 2019 roku zagrał na Mistrzostwa Świata U-17. Wystąpił na nich we wszystkich 4 meczach swojej drużyny: 2:1 z Nową Zelandią, 2:1 z Kanadą, 0:2 z Brazylią i 0:1 z Japonią. Łącznie w kadrze Angoli U-17 rozegrał 9 spotkań i strzelił 4 gole.

### Angola
Capita zadebiutował w seniorskiej reprezentacji Angoli 22 listopada 2021 w meczu eliminacji Mistrzostw Świata 2022 z Egiptem (2:2). Drugi występ zaliczył 5 czerwca 2022 w zremisowanym 1:1 spotkaniu przeciwko Madagaskarowi w kwalifikacjach Pucharu Narodów Afryki 2023.

### Klubowe
Aktualne na dzień 20 sierpnia 2025
| Klub                        | Sezon             | Liga                   | Liga  | Liga | Puchar kraju | Puchar kraju | Puchar ligi | Puchar ligi | Kontynentalne | Kontynentalne | Inne  | Inne | Razem | Razem |
| Klub                        | Sezon             | Liga                   | Mecze | Gole | Mecze        | Gole         | Mecze       | Gole        | Mecze         | Gole          | Mecze | Gole | Mecze | Gole  |
| --------------------------- | ----------------- | ---------------------- | ----- | ---- | ------------ | ------------ | ----------- | ----------- | ------------- | ------------- | ----- | ---- | ----- | ----- |
| CD Trofense                 | 2019/2020         | Campeonato de Portugal | 3     | 0    | —            | —            | —           | —           | —             | —             | —     | —    | 3     | 0     |
| Lille OSC B                 | 2020/2021         | Championnat National 3 | 2     | 0    | —            | —            | —           | —           | —             | —             | —     | —    | 2     | 0     |
| Lille OSC B                 | 2021/2022         | Championnat National 3 | 10    | 2    | —            | —            | —           | —           | —             | —             | —     | —    | 10    | 2     |
| Lille OSC B                 | Ogółem            | Ogółem                 | 12    | 2    | 0            | 0            | 0           | 0           | 0             | 0             | 0     | 0    | 12    | 2     |
| Royal Excel Mouscron (wyp.) | 2020/2021         | Eerste klasse A        | 3     | 0    | 1            | 0            | —           | —           | —             | —             | —     | —    | 4     | 0     |
| CD Trofense (wyp.)          | 2021/2022         | Liga Portugal 2        | 10    | 4    | —            | —            | —           | —           | —             | —             | —     | —    | 10    | 4     |
| Estrela Amadora             | 2022/2023         | Liga Portugal 2        | 11    | 2    | 1            | 0            | 0           | 0           | —             | —             | 0     | 0    | 12    | 2     |
| Estrela Amadora             | 2023/2024         | Primeira Liga          | 0     | 0    | 0            | 0            | 1           | 0           | —             | —             | —     | —    | 1     | 0     |
| Estrela Amadora             | Ogółem            | Ogółem                 | 11    | 2    | 1            | 0            | 1           | 0           | 0             | 0             | 0     | 0    | 13    | 2     |
| Hapoel Jerozolima (wyp.)    | 2023/2024         | Ligat ha’Al            | 20    | 1    | 1            | 0            | —           | —           | —             | —             | —     | —    | 21    | 1     |
| Radomiak Radom              | 2024/2025         | Ekstraklasa            | 17    | 6    | 0            | 0            | —           | —           | —             | —             | —     | —    | 17    | 6     |
| Radomiak Radom              | 2025/2026         | Ekstraklasa            | 4     | 2    | 0            | 0            | —           | —           | —             | —             | —     | —    | 4     | 2     |
| Radomiak Radom              | Ogółem            | Ogółem                 | 21    | 8    | 0            | 0            | 0           | 0           | 0             | 0             | 0     | 0    | 21    | 8     |
| Ogółem w karierze           | Ogółem w karierze | Ogółem w karierze      | 80    | 17   | 3            | 0            | 1           | 0           | 0             | 0             | 0     | 0    | 84    | 17    |

### Reprezentacyjne
Aktualne na dzień 20 sierpnia 2025
| Reprezentacja | Rok    | Mecze | Gole |
| ------------- | ------ | ----- | ---- |
| Angola        | 2021   | 1     | 0    |
| Angola        | 2022   | 1     | 0    |
| Ogółem        | Ogółem | 2     | 0    |

## Sukcesy

### Zespołowe
Angola U-17
- 3. miejsce na mistrzostwach Afryki U-17: 2019

### Indywidualne
- król strzelców mistrzostw Afryki U-17: 2019